# Histoire de Houston
 (mai 2008).
Si vous disposez d'ouvrages ou d'articles de référence ou si vous connaissez des sites web de qualité traitant du thème abordé ici, merci de compléter l'article en donnant les références utiles à sa vérifiabilité et en les liant à la section « Notes et références ».
Houston est une des plus grandes villes des États-Unis. Son histoire s'échelonne sur plusieurs siècles, et a débuté dans les années 1830. Les tractations qui ont mené la ville à sa configuration actuelle, une division en neuf districts remontent aux XIXe siècle.

## Naissance de Houston

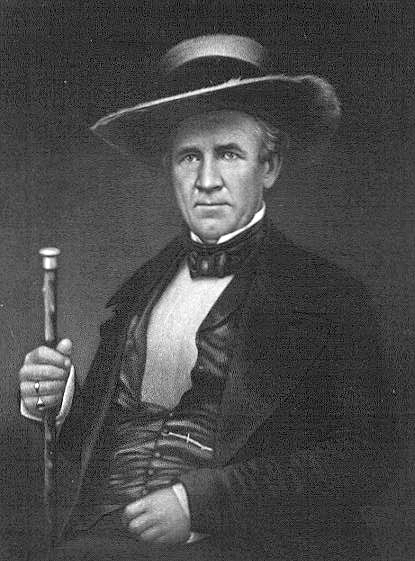
Samuel Houston.

C'est en août 1836 que deux promoteurs immobiliers de New York, John Kirby Allen et Augustus Chapman Allen qui cherchaient un emplacement pour construire un « grand centre de gouvernement et de commerce » acquirent les 27 km2 de terre de T.F.L. Parrot, la veuve de John Austin pour la somme de 9 428 dollars. Les frères Allen baptisèrent cette ville d'après Samuel Houston et persuadèrent le congrès de désigner le site comme capitale temporaire de la nouvelle république du Texas.
Houston n'était au début qu'un simple hameau. Gail et Thomas H. Borden dessinèrent les plans de la ville en damier avec de larges rues parallèles et perpendiculaires aux bayous, ces bras de rivières morts typiques de la région du Texas et de la Louisiane (d'où le surnom de la ville de « Bayou City » ou « ville des bayous »).
Le 5 juin 1837, Houston reçut son statut de municipalité et James S. Holman en devint le premier maire. La même année, la ville devint également le chef-lieu du comté de Harrisburg (rebaptisé en 1839 comté de Harris). Houston fut aussi temporairement la capitale de la république du Texas avant que celle-ci ne soit transférée le 14 janvier 1839 à Austin, alors appelée Waterloo.

## XIXesiècle

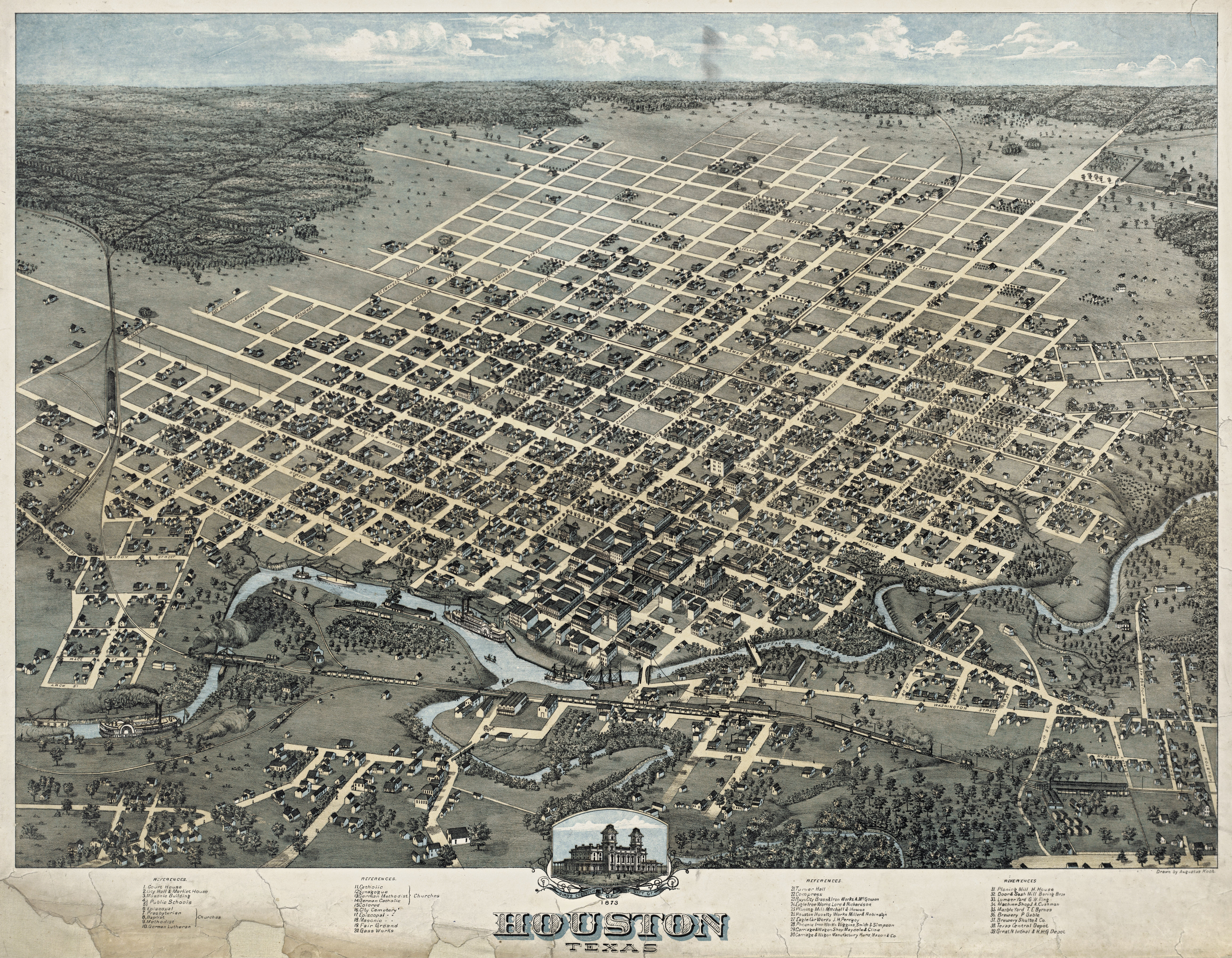
Carte de Houston en 1873.

Carte de Houston en 1891.

Les premiers colons arrivés à Houston vivaient dans des maisons de bois et un réseau de fossés fut creusé pour permettre le drainage des rues. Ils utilisaient également des cochons pour nettoyer les rues. Mais l'anomie régnante, les épidémies (la ville connu des épidémies de fièvre jaune à répétition dont celle de 1839 qui décima environ 12 % de la population) et les problèmes financiers poussèrent la population à chercher des solutions pour améliorer les conditions de vie. C'est ainsi que, sur proposition du sénateur Robert Wilson le 26 novembre 1838, fut fondée la Chambre de Commerce, chargée de gérer le développement de la ville et résoudre les nombreux problèmes.
Du fait que de nombreux colons venaient des états du sud, ils acceptèrent le système de l'esclavage. Les esclaves vivaient éparpillés dans les environs et il y eut quelques noirs libres en ville.
En 1840, la ville fut divisée en quatre wards (équivalent d'une circonscription, voir l'article anglais [en:Ward (politics)] pour une définition plus précise), chacun ayant une fonction différente dans la communauté. Ces districts n'ont aujourd'hui plus de rôle électoral ou politique mais leurs noms restent toujours utilisés. La république du Texas commença à promouvoir la colonisation de l'état en même temps que les frères Allen commençaient à promouvoir leur ville.
En 1860, Houston commençait à apparaître émerger comme centre de commerce et important nœud ferroviaire pour l'exportation du coton. La ville était un lieu de correspondance entre les lignes venant de l'intérieur du Texas et les lignes rejoignant les ports Galveston et Beaumont.
Pendant la guerre de Sécession, le général John Bankhead Magruder utilisa Houston comme état-major et comme point névralgique de commandement pour la bataille de Galveston. C'est à cette occasion que connut son premier héros après la victoire en 1863 de Dick Dowling, un tenancier de saloon, à la bataille de Sabine Pass.
Après la guerre, il devint plus que nécessaire d'améliorer le réseau de navigation de la ville et d'élargir le système de bayous pour le transport de marchandises entre le centre-ville et le port de Galveston sur le golfe du Mexique. Des projets de dragage de ces bayous furent menés dans les années 1860 et 1870 grâce à des fonds privés mais c'est le gouvernement des États-Unis qui reprit ce projet de canal en 1881.

## XXesiècle
L'émeute du 23 août 1917 causé par des militaires noirs fait une vingtaine de mort.
La construction de navires durant la Seconde Guerre mondiale éperonna la croissance et l'établissement en 1961 du Manned Spacecraft Center de la NASA (rebaptisé Centre spatial Lyndon B. Johnson en 1973) amena le développement de l'industrie aérospatiale. En 1948, plusieurs faubourgs furent incorporés dans la ville qui s'étendit dans la prairie.
En 1981, Kathryn J. Whitmire devint la première femme maire. Le premier maire afro-américain Lee P. Brown fut élu en 1997. Houston bénéficia des hauts prix pétroliers dans les années 1970 mais souffrit de la baisse des prix dans les années 1980. Depuis le début des années 1980, Houston fait des efforts pour diversifier son économie et réduire sa dépendance vis-à-vis du pétrole.

## XXIesiècle

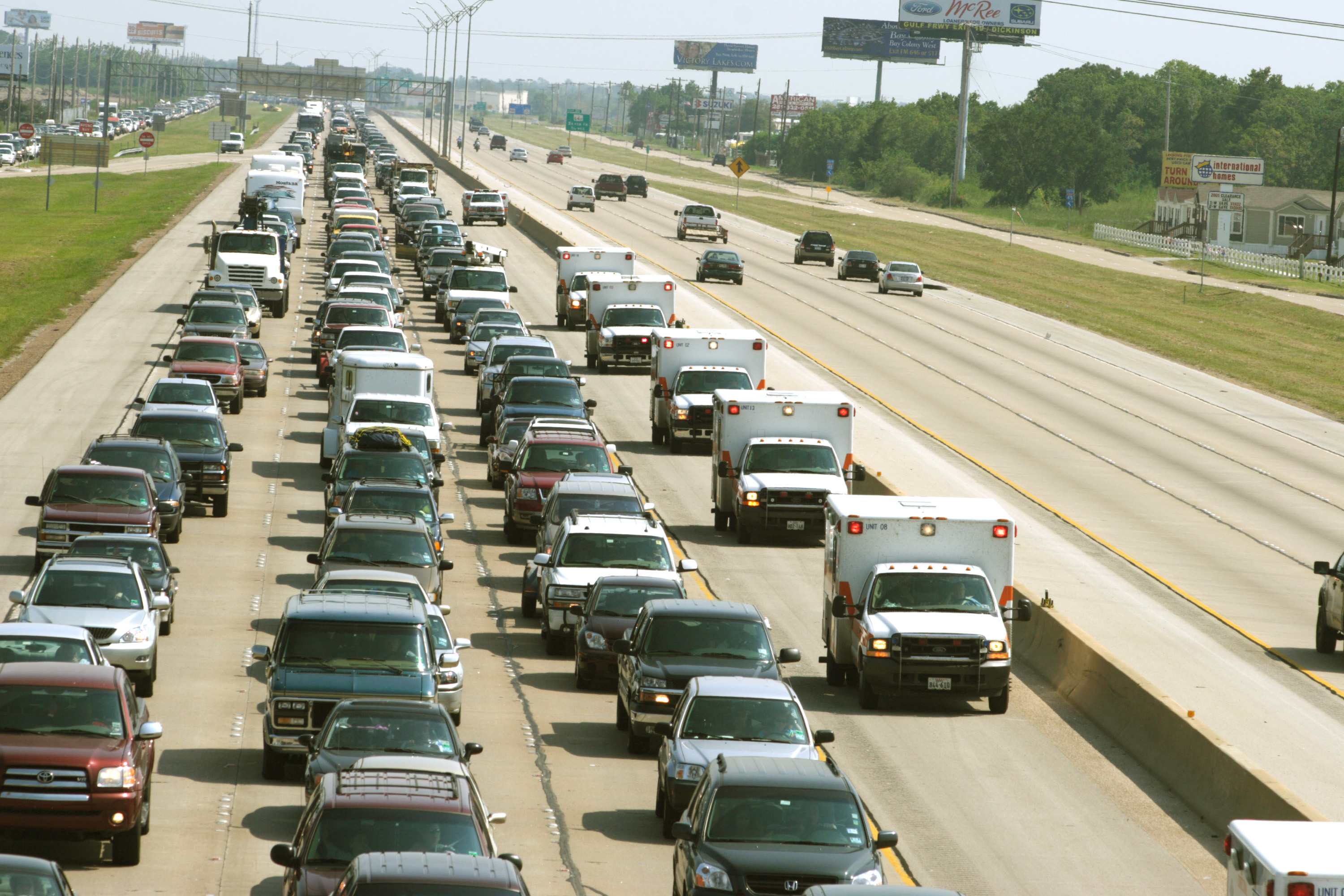
L'évacuation de la ville lors de l'ouragan Rita

En juin 2001, la tempête tropicale Alison, après s'être abattue sur la ville, a causé d'importantes inondations. On dénombra 22 morts et les dégâts furent estimés à plus de 5 milliards de dollars. Aujourd'hui la ville est totalement reconstruite et on ne trouve plus de traces du désastre.
Après le passage de l'ouragan Katrina en août 2005, Houston a servi d'accueil à plus de 25 000 réfugiés de La Nouvelle-Orléans en Louisiane. De nombreux équipements de la ville (dont le fameux Astrodome) ont été réquisitionnés. Cette situation sans précédent devrait durer de nombreux mois et de nombreuses écoles publiques de la ville devront fournir une éducation aux enfants réfugiés.

D'après la chaîne CNN, environ 230 000 habitants de l'agglomération de La Nouvelle-Orléans vivent désormais à Houston, parfois dans des abris. Étant donné que beaucoup d'entre eux sont pauvres, n'ont pas d'assurance de biens et ne sont pas disposés à attendre longtemps pour retourner à La Nouvelle-Orléans, la ville pourrait subir une vague d'émigration de nouveaux résidents permanents.
Houston fut de nouveau en partie évacuée à l'approche de l'ouragan Rita mais celui n'a finalement causé que peu de dégât sur la ville et son agglomération. Les régions de Beaumont au Texas et Lake Charles en Louisiane ont été les plus sévèrement touchées.
En décembre 2009, Annise Parker a été élue maire de la ville, seconde femme élue à la tête de la ville, elle est le premier maire ouvertement homosexuel d'une grande ville américaine.
Le vendredi 30 novembre 2018, le 41e président des États-Unis, George H. W. Bush décède dans cette ville dû à la maladie de Parkinson.